# 春日山トンネル
春日山トンネル（かすがやまトンネル）は、新潟県上越市の北陸自動車道にあるトンネル。
トンネルの上には、戦国時代に春日山頂に、後に上杉謙信の城となる春日山城が築かれたことが書かれている看板がある。

## トンネル長
- 上り線（富山方面） 1,029m
- 下り線（新潟方面） 1,021m

## 概要
- 最高速度：80キロ規制
- 朝日IC - 上越JCTにある26本連続するトンネルのうち、下り線（新潟方面）の最後のトンネル、上り線（米原方面）の最初のトンネルである。
- 下り線（上越・新潟方面）のトンネル内には上越JCTの案内標識が設置されている。
- 上り線（富山・米原方面）はこのトンネルから朝日IC手前まで最高速度が80キロ規制である。下り線（新潟方面）は朝日IC～上越JCT（上信越道からのランプウェイからの合流を過ぎた所）まで最高速度が80キロ規制である。

## 隣
E8 北陸自動車道
(31)名立谷浜IC/SA - 花立トンネル - 薬師トンネル - 正善寺トンネル - 春日山トンネル - (31-1)上越JCT - (32)上越IC